# 拉萨蝇子草
拉萨蝇子草（学名：Silene lhassana）为石竹科蝇子草属的植物，为中国的特有植物。分布在中国大陆的西藏等地，生长于海拔2,900米至4,600米的地区，常生长在高山多砾石的灌丛草地，目前尚未由人工引种栽培。

## 异名
- Melandrium lhassanum F. N. Williams